# シャー・アラム
シャー・アラム（Shah Alam）は、マレーシアのクアラ・ルンプール近郊にある街でセランゴール州の州都である。

## 概要
市内にあるスルタン・サラディン・アブドゥル・アジズ・モスク (Sultan Salahuddin Abdul Aziz Mosque)、通称ブルー・モスクで有名な街。市発足は1963年。

## 経済
マレーシアの国営自動車会社のプロトンの工場がある。この工場が建って後、この街は工業都市として発展した。工業エリア内に製造工場を持つ会社が、国産、外資系を問わず多数存在する。

## アクセス

### 鉄道
シャー・アラム駅 - マレー鉄道 KTMコミューター スントゥル～ポート・クラン路線

### バス
クアラルンプールからパサールスニ駅隣接のクランバスターミナルより、U80系統のバスで所要時間40～50分。

## 姉妹都市
- スラバヤ、インドネシア
- 新潟県、日本